# Cecilio Domínguez
Cecilio Andrés Domínguez Ruiz (Asunción, 11 agosto 1993) è un calciatore paraguaiano, attaccante del Cerro Porteño.

## Palmarès

### Club

#### Competizioni nazionali
- Campionato paraguaiano: 1

Cerro Porteño: 2015